# Chiewitz
Chiewitz är en släkt som härstammar från Stockholm. 

## Släkt
- Jöran Chiewitz, mjölnare.
  - Hans Chiewitz (1696–1779), ryttare.
  - Mattias Chiewitz (1699–1758), tröjvävare.
  - Johan Georg Chiewitz (1701–1752), tulluppsyningsman.
    - C. Paul Chiewitz (1746–1803), violinist.
      - Elis Chiewitz (1784–1839), målare och cellist.
      - Johan Georg Chiewitz (1786–1838), grafiker.
        - Georg Theodor Chiewitz (1815–1862), arkitekt.

    - Paul Erasmus Chiewitz, violinist.